# حمله انتحاری در اورشلیم (۲۰۰۸)
در ۲ ژوئیه ۲۰۰۸ یک جوان عرب فلسطینی به نام حسام دویات ساکن بیت‌المقدس شرقی که برای یک شرکت ساختمانی در اورشلیم به کار مشغول بود، با بولدوزری که در اختیار داشت به عمد با خودروها، وسایل حمل و نقل عمومی و مردم در حال تردد در خیابان یافو در مرکز اورشلیم برخورد کرد که باعث کشته شدن ۳ نفر و زخمی‌شدن بیش از ۳۰ نفر گردید. حسام دوایات که در جریان این حمله خود نیز به دست پلیس اسرائیل کشته شد در هیچ سازمان خاصی عضو نبوده و سابقه خرابکاری نداشته‌است.